# David L. Dilcher
David L. Dilcher, ou apenas David Dilcher, (Cedar Falls, 10 de julho de 1936) é um prominente botânico e paleobotânico norte-americano. Autoridade mundial em evolução vegetal, é professor aposentado da Universidade da Flórida, membro da Academia Nacional de Ciências e professor visitante na Universidade de Changchun, na China.
É pioneiro em uma nova linha de pesquisa sobre as circunstâncias que cercam a ascendência e o sucesso das plantas com flores e por estabelecer o padrão para a pesquisa de qualidade na história das angiospermas através do estudo de seus fósseis. Em 2015, junto de outros três paleobotânicos, Dilcher descobriu e descreveu o fóssil mais antigo de uma planta com flores, o Montsechia vidalii.

## Biografia
David nasceu na cidade de Cedar Falls, no estado de Iowa, em 1936. Formou-se em 1958 em História Natural pela Universidade de Minessota com mestrado em geologia e zoologia, em 1960, pela mesma instituição. Em 1962 ingressou na Universidade de Illinois para realizar um doutorado em biologia sob a orientação do paleobotânico Ted Delevoryas, que foi transferido para a Universidade Yale e obtido em 1964 quando o professor Delevoryas retornou para essa mesma instituição. En 1964 e 1965, obteve bolsa de pós-doutorado pelo Museu de História Natural Senckenberg, em Frankfurt, onde estudou folhas de angiospermas com a orientação do professor Rüdiger Krause.
É professor aposentado da Universidade da Flórida e atualmente é professor titular do Departamento de Biologia e professor adjunto do Departamento de Geologia da Universidade de Indiana, em Bloomington. Sua pesquisa foca em evolução vegetal, principalmente na biologia reprodutiva das plantas terrestres através do registro fóssil, observável nas plantas atuais. O registro fóssil demonstra a origem e evolução de plantas com flores e suas adaptações evolutivas, são outro interesse de pesquisa de Dilcher. Fitogeografia e paleoclimas também são focos de estudos.
Entre 1966 e 1990, como membro da Universidade de Indiana, coletou milhares de fósseis com seus alunos, do Cretáceo até o Eoceno. Em 1990, ele doou sua coleção para ao Museu de História Natural da Flórida. Pesquisou a flora de países na Oceania, América do Sul, Europa, Ásia e América Central.